# Amministrazione militare tedesca della Polonia
L'amministrazione militare tedesca della Polonia (in tedesco Militärverwaltung in Polen) è stata un'autorità governativa istituita dalla Germania nazista durante il breve periodo della Campagna di Polonia e subito dopo (1 settembre 1939-8 ottobre 1939) durante la Seconda guerra mondiale per amministrare i territori della Polonia occupata.

## Amministrazione militare
La maggior parte dei luoghi occupati aveva un'amministrazione polacca, spesso ad hoc, creata dopo l'evacuazione del personale ufficiale. Questi sarebbero stati rapidamente sciolti dai tedeschi, e il controllo temporaneo su quei territori fu dato ai comandanti militari della Retroguardia (Korück). Funzionari civili furono rapidamente assegnati al governo dei distretti della Polonia; nelle città e nei villaggi occidentali solo tedeschi furono nominati sindaci, mentre in quelli centrali e orientali furono accettati polacchi.
Adolf Hitler emanò le prime direttive sull'amministrazione dell'occupazione l'8 settembre. L'8 e il 13 settembre 1939 furono istituiti il distretto militare tedesco nella zona di Posen, comandato dal generale Alfred von Vollard-Bockelberg, e la Prussia occidentale, comandata dal generale Walter Heitz, rispettivamente nella Grande Polonia e nella Pomerelia conquistate. Sulla base delle leggi del 21 maggio 1935 e del 1º giugno 1938, l'esercito tedesco delegò i poteri amministrativi civili ai capi dell'amministrazione civile (CdZ). Hitler nominò Arthur Greiser CdZ del distretto militare di Posen e il Gauleiter di Danzica Albert Forster divenne CdZ del distretto militare della Prussia occidentale. Il 3 ottobre 1939 furono istituiti i distretti militari di Lodz e Krakau e furono posti sotto il comando dei maggiori generali Gerd von Rundstedt e Wilhelm List, mentre i capi civili nominati da Hitler furono rispettivamente Hans Frank e Arthur Seyß-Inquart. Così l'intera Polonia occupata fu divisa in quattro distretti militari (Prussia occidentale, Posen, Lodz e Krakau). Frank è stato contemporaneamente nominato "amministratore civile supremo" di tutti i territori occupati.

## Transizione
Un decreto emesso da Adolf Hitler in data 8 ottobre 1939 sentenziò l'annessione delle aree della Polonia occidentale e della Città Libera di Danzica al Terzo Reich. La restante parte del territorio conquistato rimase sotto amministrazione militare fino a quando Hitler decretò il 12 ottobre 1939 la nascita del Governatorato Generale che entrò in vigore ufficialmente il 26 ottobre 1939.